# Plexo coxígeo
El plexo coccígeo es un plexo nervioso formado por los ramos ventrales de los nervios S4 y S5. Se encuentra posterior al músculo coccígeo, al cual inerva al igual que a la articulación sacrococcígea y a una parte del músculo elevador del ano. Da origen a los nervios anococcígeos, que se distribuyen en una pequeña zona de la piel coccígea.